# Flat Island (McDonald-Inseln)
Flat Island (aus dem Englischen sinngemäß übersetzt Flache Insel) ist eine 160 m lange Insel im Archipel Heard und McDonaldinseln im südlichen Indischen Ozean. Sie liegt 160 m nördlich von McDonald Island in der Gruppe der McDonald-Inseln.  
Die Insel erscheint 1874 erstmals auf einer Kartenskizze, die auf Vermessungen durch die britische Challenger-Expedition (1872–1876) beruht. Wissenschaftler der Australian National Antarctic Research Expeditions gaben ihr 1948 ihren deskriptiven Namen. Vergleiche zwischen Satellitenaufnahmen von November 2000 und November 2001 zeigen, dass durch pyroklastischer Ablagerungen und Lavaströme Flat Island inzwischen mit McDonald Island verschmolzen ist. In Australien ist das Objekt nunmehr als Landspitze unter dem Namen Flat Head bekannt.